# Kaufbeuren

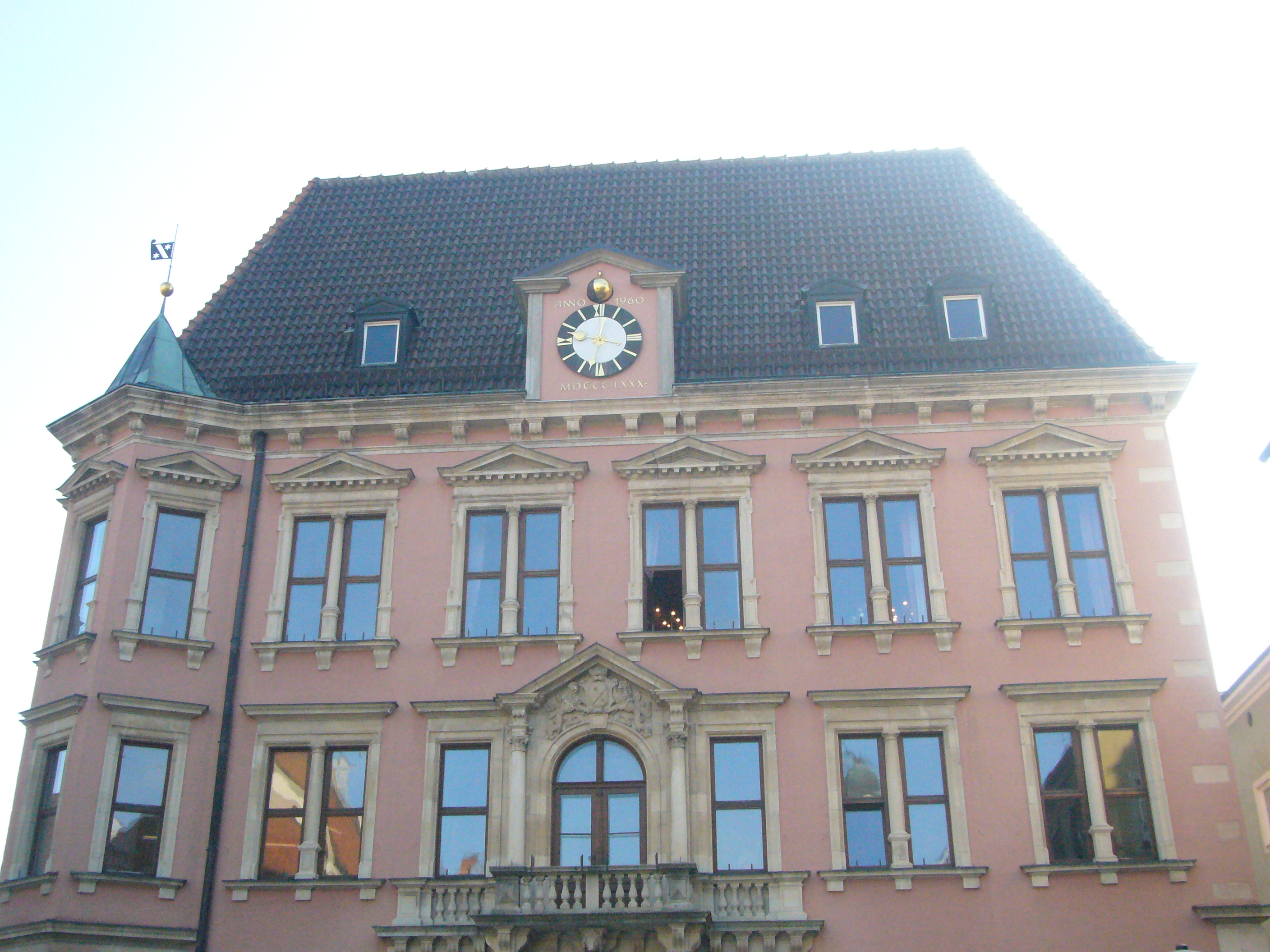
La mairie.

Kaufbeuren est une ville-arrondissement de Bavière (Allemagne) de 45 118 habitants, située dans le district de Souabe.

## Quartiers
- Kaufbeuren (vieille ville)
- Hirschzell
- Kemnat
- Neugablonz
- Oberbeuren

## Histoire
| Appartenances historiques Saint-Empire (Ville libre) 1286–1806 Royaume de Bavière 1806–1918 République de Weimar 1918–1933 Reich allemand 1933–1945 Allemagne occupée 1945–1949 Allemagne de l'Ouest 1949–1990 Allemagne 1990–présent |

## Jumelages
La ville de Kaufbeuren est jumelée avec :
- Szombathely (Hongrie) depuis le 18 juillet 1992 ;
- Ferrare (Italie) depuis le 17 septembre 1991 ;
- Jablonec nad Nisou (Tchéquie) depuis le 26 septembre 2009.

## Personnalités de la commune de Kaufbeuren
- Hans Liebherr ;
- Rudolf Roessler (alias Lucy).